# Décès en 883
Décès
- 879
- 880
- 881
- 882
- 883
- 884
- 885
- 886
- 887

Cette page dresse une liste de personnalités mortes au cours de l'année 883 :
- 22 octobre : Bertharius (en), abbé du Mont-Cassin, saint et martyr.

- Ali ben Umar, sultan idriside.

date incertaine (en 882 ou 883)
- Guy II de Spolète, duc de Spolète et margrave de Camerino.

## Crédit d'auteurs
- Cet article est partiellement ou en totalité issu de l'article intitulé « 883 » (voir la liste des auteurs).